# Grundsunda kyrka
Grundsunda kyrka är en kyrkobyggnad i Vallen i Härnösands stift. Den är församlingskyrka i Grundsunda församling.

## Kyrkobyggnaden
Stenkyrkan är troligen uppförd på 1300-talet. Stilen är gotisk med stomme av gråsten och tegel i dörr- och fönsteröppningaer. Under senmedeltiden försågs kyrkorummets innertak med två stjärnvalv, samtidigt som yttertaket höjdes och blev brantare (1488). Vapenhus och sakristia tillkom senare och fick innertak med kryssvalv. Omkring år 1600 försågs väggar och tak med kalkmålningar som målades över på 1800-talet. 1936 togs ett korfönster upp och försågs med glasmålning av Fredrik Henkelmann. 2006 installerades bergvärme och taken på kyrkan och klockstapeln tjärades om. I samband med ny uppvärmning genomgick även koret en förvandling, altarringen togs bort, en stor matta samt nytt flyttbart altare med knäfall inköptes. Designat och snickrat av konsthantverkare från orten, Eva Olsson och Birgitta Ricklund.
Kyrkans sadeltak är klätt med träspån. Mitt på taket står en spetsig takryttare med flöjel som bär årtalet 1769.
Klockstapeln av trä är uppförd 1794 av Lars Pettersson-Grundström. I stapeln hänger tre kyrkklockor av malm.

## Inventarier
- Dopfunten är tillverkad på 1600-talet och skuren ur ett enda stycke trä.
- Predikstolen tillkom vid början av 1700-talet och stofferades 1720 av Tomas Kiempe.
- Ett rökelsekar från 1300-talet hänger på sakristians södra vägg.
- Orgeln byggdes 1954 av Grönlunds Orgelbyggeri. Fasaden är från 1862.

| Man I. Huvudverk | Man II. Svällverk | Pedal         | Koppel |
| ---------------- | ----------------- | ------------- | ------ |
| Principal 8'     | Rörflöjt 8'       | Subbas 16'    | II/I   |
| Gedackt 8'       | Spetsflöjt 4'     | Gedacktbas 8' | II/P   |
| Oktava 4'        | Kvintadena 4'     | Koralbas 4'   | I/P    |
| Kvinta 2 2/3'    | Principal 2'      | Mixtur 4 chor |        |
| Gemshorn 2'      | Sifflöjt 1'       | Fagott 16'    |        |
| Mixtur 4 chor    | Scharf 3 chor     |               |        |
| Trumpet 8'       | Dulcian 8'        |               |        |
|                  | Tremulant         |               |        |

### Webbkällor
- Länsmuseet Västernorrland
- Wikimedia Commons har media som rör Grundsunda kyrka.